# مام (مجموعه تلویزیونی)
مام (انگلیسی: Mom) یک مجموعۀ تلویزیونی کمدی موقعیت آمریکایی ساختۀ چاک لوری، ادی گورودتسکی و جما بیکر است که از ۲۳ سپتامبر ۲۰۱۳ تا ۱۳ مۀ ۲۰۲۱ از شبکه سی‌بی‌اس پخش شد و پس از هشت فصل به پایان رسید. داستان این مجموعۀ که در ناپا، کالیفرنیا اتفاق می‌افتد، دربارۀ مادر و دختری به نام بانی و کریستی است که پس از سال‌ها مبارزه با اعتیاد و دوری از یکدیگر تلاش می‌کنند با حفظ هوشیاری رابطه‌ و زندگی خود را کنار هم قرار دهند. آنا فاریس و الیسون جنی بازیگران اصلی هستند و میمی کندی، جیمی پرسلی، بث هال، ویلیام فیکنر، سایدی کالوانو، بلیک گرت روزنتال، مت ال جونز، فرنچ استوارت و کریستن جانستون در نقش‌های مکمل حضور دارند.
مام در طول پخش تحسین گسترده‌ای از سوی منتقدان و مخاطبان دریافت کرد و در زمینۀ نویسندگی و اجرای تیم بازیگری ستایش شد. این مجموعۀ به دلیل اشاره به مسائل زندگی واقعی از قبیل اعتیاد به مواد مخدر و الکل، بارداری نوجوانان، قمار، عود، بی‌خانمانی، سرطان، مرگ، خشونت خانگی، بیش‌مصرفی، سقط جنین، تجاوز جنسی، اختلال کم‌توجهی - بیش‌فعالی، چاقی، سکته مغزی و حفظ تعادل ماهرانه بین جنبه‌های طنز و تاریک این مسائل مورد توجه و تحسین قرار گرفت.
مام رتبه‌های بالایی دریافت کرد و با میانگین ۱۱٫۷۹ میلیون بینندۀ آمریکایی یکی از پر‌بیننده‌ترین مجموعه‌های کمدی موقعیت آمریکایی به شمار می‌رود. این مجموعۀ افتخارات گوناگونی دریافت کرد؛ جنی در سال‌های ۲۰۱۴ و ۲۰۱۵ برنده و در سال ۲۰۱۶ نامزد جایزۀ امی ساعات پربیننده برای بهترین بازیگر مکمل زن در مجموعه تلویزیونی کمدی شد و در سال‌های ۲۰۱۷، ۲۰۱۸ و ۲۰۲۱ در شاخه بهترین بازیگر نقش اصلی زن در مجموعه تلویزیونی کمدی نامزد دریافت جایزۀ امی شده‌است. همچنین مجموعۀ نامزد‌های متعددی در جوایز تلویزیونی به انتخاب منتقدان، گلدن گلوب و جوایز برگزیده مردم کسب کرده‌است.